# Montfortorden
Der Montfortorden wird seit 1985 für die Pflege freundschaftlicher Beziehungen zum Land Vorarlberg verliehen. Die Verleihung erfolgt durch die Landesregierung gemäß dem Gesetz bzw. der Verordnung über den Montfortorden. Der Orden geht auf das Adelsgeschlecht Montfort zurück, dessen Herrschaftsgebiet Feldkirch und Bregenz umfasste.
Der Montfortorden kann in den Klassen Großer Montfortorden, Montfortorden in Gold und Montfortorden in Silber vergeben werden.